# Plácido Domingo Ferrer
Plácido Domingo Ferrer (Barcelona, 8 de marzo de 1907-Ciudad de México, 22 de noviembre de 1987) fue un barítono lírico de zarzuela español. Su esposa, Pepita Embil, fue cantante de zarzuela. Su hijo, Plácido Domingo Embil, es un célebre cantante de ópera español.

## Biografía
Cuando contaba con unos meses de edad se trasladó con su familia a Zaragoza, donde con el paso del tiempo estudió música en el conservatorio de la ciudad con el maestro Teodoro Ballo. Debutó en el teatro Parisiana de Zaragoza con la obra Los gavilanes. Al trasladarse la compañía a Madrid, el cantante comenzó a frecuentar el Café Castilla en la calle de las Infantas. Allí tuvo la oportunidad de conocer a grandes artistas, libretistas, empresarios y músicos. En una de estas tertulias conoció a la cantante Pepita Embill con quien se casaría en 1940. Un año entes habían estrenado ambos Sor Navarra de Federico Moreno Torroba en el teatro Gayarre de Pamplona. Formaron parte de la compañía Ases Líricos dirigida por el barítono asturiano Antonio Medio. Con esta compañía recorrieron casi toda España. 
En 1946 y cuando pertenecían a la compañía lírica de Moreno Torroba se embarcaron rumbo a México llevando consigo a sus dos hijos, Mari Pepa y Plácido. En América realizaron una gira pero fue en México donde más éxito tuvieron por lo que decidieron instalar allí su residencia. Desde entonces formaron su propia compañía y durante más de veinte años recorrieron los mejores teatros de los países americanos consiguiendo contratos incluso de Nueva York.
En 1966 volvieron a España para realizar una gira con la compañía de José Luna. De regreso a México grabaron varias zarzuelas para el canal 2 de la televisión. Su última aparición en escena fue en el Liceo de Barcelona, con la zarzuela Doña Francisquita de Amadeo Vives, dirigidos por su hijo Plácido.